# The Works (The Corrs-album)
The Works er det tredje opsamlingsalbum fra den irske folkrockgruppe The Corrs. Det består af tre cd'er med udvalgte sange, som er blevet udgivet på deres tidligere albums. Det va gruppens sidste album i de følgende ni år, indtil White Light udkom i 2015.

## Spor

### Disc 1
1. "Runaway" (Fra Forgiven, Not Forgotten)
2. "Dreams" (Fra Talk on Corners)
3. "What Can I Do?" (Fra Talk On Corners)
4. "Irresistible" (Fra In Blue)
5. "I Never Loved You Anyway" (Fra Talk On Corners)
6. "Love To Love You" (Fra Forgiven, Not Forgotten)
7. "Forgiven Not Forgotten" (Fra Forgiven, Not Forgotten)
8. "Leave Me Alone" (Fra Forgiven, Not Forgotten)
9. "Secret Life" (Fra Forgiven, Not Forgotten)
10. "The Right Time" (Fra Forgiven, Not Forgotten)
11. "Heaven Knows" (Fra Forgiven, Not Forgotten)
12. "Someday" (Fra Forgiven, Not Forgotten)
13. "Closer" (Fra Forgiven, Not Forgotten)
14. "When He's Not Around" (Fra Talk On Corners)
15. "Don't Say You Love Me" (Fra Talk On Corners)
16. "Love Gives Love Takes" (Fra Talk On Corners)
17. "Hopelessly Addicted" (Fra Talk On Corners)
18. "(Lough) Erin Shore" (Fra Forgiven, Not Forgotten)

### Disc 2
1. "Breathless" (Fra In Blue)
2. "So Young" (Fra Talk On Corners)
3. "Radio" (Fra In Blue)
4. "Give Me A Reason" (Fra In Blue)
5. "Only When I Sleep" (Fra Talk On Corners)
6. "Intimacy" (Fra Talk On Corners)
7. "Queen Of Hollywood" (Fra Talk On Corners)
8. "No Good For Me" (Fra Talk On Corners)
9. "Little Wing" (Fra Talk On Corners)
10. "All The Love In The World" (Fra In Blue)
11. "All In A Day" (Fra In Blue)
12. "At Your Side" (Fra In Blue)
13. "No More Cry"  (Fra In Blue)
14. "Give It All Up" (Fra In Blue)
15. "Say" (Fra In Blue)
16. "One Night" (Fra In Blue)
17. "Rain" (Fra In Blue)
18. "Hurt Before" (Fra In Blue)
19. "Rebel Heart" (Fra In Blue)

### Disc 3
1. "Summer Sunshine" (fra Borrowed Heaven)
2. "Angel" (Fra Borrowed Heaven)
3. "Long Night" (Fra Borrowed Heaven)
4. "Old Town" ("Fra Home)
5. "Heart Like A Wheel" (Fra Home)
6. "Black Is The Colour" (Fra Home)
7. "Haste To The Wedding" (Fra Home)
8. "No Frontiers" (Fra Unplugged)
9. "Love In The Milky Way" ((Fra In Blue Special Edition)
10. "Looking In The Eyes Of Love" ((Fra In Blue Special Edition)
11. "Somebody For Someone" (Fra In Blue Special Edition)
12. "No More Cry" (Fra In Blue Special Edition)
13. "At Your Side" (Fra In Blue Special Edition)
14. "When The Stars Go Blue" - Corrs & Bono (Fra Dreams)
15. "Dreams (Tee's Radio Remix)" (Fra Dreams)
16. "So Young (K-Klass Remix)" (Fra Talk On Corners Special Edition)
17. "What Can I Do (Tin-Tin Out Remix)" (Fra Talk On Corners Special Edition)
18. "Radio (Unplugged)"
19. "Goodbye (2006 Remix)" (Fra Dreams)